# SFportal.hu
Az SFportal.hu – A magyar sci-fi és fantasy oldal 2005 októberében elindult honlap. Alapítói Szélesi Sándor, Szalai-Kocsis Tamás és Miyazaki Jun, főszerkesztője Miyazaki Jun (Merras). A gárda jórészt megegyezik az Átjáró Magazin készítőivel, a magazin megszűntét követően online formában folytatták tovább tevékenységüket.

## Története
Utódja a SF.hu – Átjáró Online című oldalnak, annak közvetlen folytatása, az ottani tartalom egy része most is elérhető az SFportalon.
Célja, hogy napi rendszerességgel híreket közöljön az aktuális regénymegjelenésektől kezdve a különféle sci-fi rendezvényeken keresztül a legfrissebb tévésorozatok, filmek kapcsán felmerülő információkig bezárólag mindenről. A felhasználói szabályzat értelmében a tartalom teljes egésze felhasználható a GFDL alapján, amennyiben a felhasználó megjelöli a forrást, így a Wikipédián is szabadon idézhetőek a cikkek.
Az SFportal WordPress rendszeren fut.
Az Átjáró Találkozások rendezvénysorozat, és az Átjáró Fesztivál rajongói találkozó webes hátterét is az SFportal szolgáltatja.

## Allapjai
2006 júniusában elindult az RPGportal.hu – a magyar szerepjáték oldal című testvérlapja is, mellyel elsősorban a szerepjátékos közönséget célozták meg; 2006 végén pedig a honlap részének számító blogrendszer sikerén felbuzdulva elindították az SFblogs.net oldalt is, mely kifejezetten sci-fi rajongóknak és alkotóknak nyújt blogolási lehetőséget.
2007 májusában elindult a Digg-jellegű aloldal, a Hirek.SFportal.hu, aminek célja a legtöbb sci-fi hír összegyűjtése volt (az oldal azóta megszűnt).
2008 áprilisától fogva az oldal fenntartásába beszáll a Kreatív Fantázia és Művészetek Egyesület is.
2010 decemberétől elindult az SFportal E-Book nevű aloldala, mely sci-fi művek e-könyv formátumban való forgalmazásával foglalkozik.
- SFportal Sci-Fi Magazin
- SFportal E-Book
- SFblogs.net Archiválva 2016. január 24-i dátummal a Wayback Machine-ben